# Adeloneivaia maroniana
Adeloneivaia maroniana är en fjärilsart som beskrevs av Eugène Louis Bouvier 1927. Adeloneivaia maroniana ingår i släktet Adeloneivaia och familjen påfågelsspinnare. Inga underarter finns listade i Catalogue of Life.